# Arturo Colautti
Arturo Colautti, né le 9 octobre 1851 à Zara (Croatie) et mort le 9 novembre 1914 à Rome, est un journaliste, écrivain, poète et librettiste italien.

## Œuvres
- Doña Flor, livret de l'opéra de Niccolò van Westerhout, 1896
- Fedora, livret de l'opéra de Umberto Giordano, 1899
- Adriana Lecouvreur, livret de l'opéra de Francesco Cilea d'après Eugène Scribe, 1902
- Paolo e Francesca, livret de l'opéra de Luigi Mancinelli, 1907
- Gloria, livret d'opéra de Francesco Cilea d'après Victorien Sardou, 1907
- Il terzo peccato. Poema degli amori in canti XXIII, poèmes érotiques, Milan, Ulrico Hoepli, 1908